# Jim Kelly (piłkarz)
Jim Kelly, właśc. James Miskelly (ur. 1 grudnia 1870 w Castlereagh, zm. 22 lutego 1935) – irlandzki piłkarz występujący na pozycji napastnika.
W swojej karierze zdobył mistrzostwo Irlandii z Glentoranem w 1897 roku oraz z Belfast Celtic w 1900 roku.
W reprezentacji Irlandii wystąpił jeden raz, 7 marca 1896 w przegranym 0:2 meczu British Home Championship przeciwko Anglii.